# خوسيه أنطونيو غونزاليس إسترادا
خوسيه أنطونيو غونزاليس إسترادا (بالإسبانية: José Antonio González Estrada) هو لاعب كرة قدم إسباني، ولد في 20 أكتوبر 1995 في قنطرة شنيل في إسبانيا. لعب مع نادي غرناطة.

## وصلات خارجية
- خوسيه أنطونيو غونزاليس إسترادا على موقع قاعدة بيانات كرة القدم.إي يو (الإنجليزية)
- خوسيه أنطونيو غونزاليس إسترادا على موقع Soccerway.com (الإنجليزية)